# Giulianova Calcio 2008-2009
Questa pagina raccoglie le informazioni riguardanti il Giulianova Calcio nelle competizioni ufficiali della stagione 2008-2009.

## Rosa
| N. |                     | Ruolo | Calciatore                 |
| -- | ------------------- | ----- | -------------------------- |
|    | Italia (bandiera)   | P     | Davide Buono               |
|    | Italia (bandiera)   | C     | Ernastino Cichella         |
|    | Italia (bandiera)   | C     | Luca Cichella              |
|    | Italia (bandiera)   | D     | Martino Ciminà             |
|    | Italia (bandiera)   | A     | Pio Crisci                 |
|    | Italia (bandiera)   | C     | Marco Croce                |
|    | Italia (bandiera)   | C     | Francesco D'Aniello        |
|    | Italia (bandiera)   | A     | Alessandro D'Antoni        |
|    | Italia (bandiera)   | D     | Domenico Del Grande        |
|    | Italia (bandiera)   | C     | Piergiorgio Di Bonaventura |
|    | Italia (bandiera)   | D     | Mario D'Urso               |
|    | Bulgaria (bandiera) | A     | Andrej Gălăbinov           |
|    | Italia (bandiera)   | D     | Mirko Garaffoni            |
|    | Italia (bandiera)   | A     | Armando Simeon Iachini     |
|    | Italia (bandiera)   | A     | Giancarlo Improta          |

| N. |                    | Ruolo | Calciatore         |
| -- | ------------------ | ----- | ------------------ |
|    | Italia (bandiera)  | A     | Umberto Improta    |
|    | Italia (bandiera)  | D     | Alex Lieti         |
|    | Italia (bandiera)  | A     | Giovanni Lisi      |
|    | Italia (bandiera)  | P     | Paolo Mancini      |
|    | Italia (bandiera)  | C     | Luigi Mariani      |
|    | Italia (bandiera)  | D     | Marco Ogliari      |
|    | Italia (bandiera)  | D     | Alberto Panetta    |
|    | Italia (bandiera)  | A     | Andrea Pirelli     |
|    | Italia (bandiera)  | C     | Mauro Pucello      |
|    | Francia (bandiera) | C     | Livai Levi Ranguin |
|    | Italia (bandiera)  | D     | Mauro Sosi         |
|    | Italia (bandiera)  | D     | Danilo Testoni     |
|    | Francia (bandiera) | A     | Victorin Sheezao   |
|    | Francia (bandiera) | D     | Kévin Vinetot      |

## Risultati

### Campionato

#### Girone di andata
| 31 agosto 2008 1ª giornata | Carrarese | 0 – 0 | Giulianova |  |

| 7 settembre 2008 2ª giornata | Giulianova | 1 – 0 | San Marino |  |

| 14 settembre 2008 3ª giornata | Prato | 1 – 0 | Giulianova |  |

| 21 settembre 2008 4ª giornata | Giulianova | 2 – 1 | Bassano Virtus |  |

| 28 settembre 2008 5ª giornata | Cisco Roma | 0 – 1 | Giulianova |  |

| 5 ottobre 2008 6ª giornata | Giulianova | 1 – 2 | Bellaria Igea Marina |  |

| 12 ottobre 2008 7ª giornata | Sangiustese | 2 – 1 | Giulianova |  |

| 19 ottobre 2008 8ª giornata | Giulianova | 1 – 0 | CuoioCappiano |  |

| 26 ottobre 2008 9ª giornata | Colligiana | 1 – 1 | Giulianova |  |

| 2 novembre 2008 10ª giornata | Gubbio | 0 – 0 | Giulianova |  |

| 9 novembre 2008 11ª giornata | Giulianova | 2 – 1 | Celano |  |

| 16 novembre 2008 12ª giornata | Figline | 1 – 1 | Giulianova |  |

| 23 novembre 2008 13ª giornata | Giulianova | 2 – 2 | Poggibonsi |  |

| 30 novembre 2008 14ª giornata | Giulianova | 3 – 2 | Giacomense |  |

| 7 dicembre 2008 15ª giornata | Sangiovannese | 1 – 1 | Giulianova |  |

| 14 dicembre 2008 16ª giornata | Giulianova | 0 – 0 | Viareggio |  |

| 21 dicembre 2008 17ª giornata | Rovigo | 0 – 0 | Giulianova |  |

#### Girone di ritorno
| 11 gennaio 2009 18ª giornata | Giulianova | 1 – 1 | Carrarese |  |

| 18 gennaio 2009 19ª giornata | San Marino | 0 – 0 | Giulianova |  |

| 25 gennaio 2009 20ª giornata | Giulianova | 0 – 1 | Prato |  |

| 1 febbraio 2009 21ª giornata | Bassano Virtus | 1 – 1 | Giulianova |  |

| 15 febbraio 2009 22ª giornata | Giulianova | 0 – 0 | Cisco Roma |  |

| 22 febbraio 2009 23ª giornata | Bellaria Igea Marina | 2 – 3 | Giulianova |  |

| 1 marzo 2009 24ª giornata | Giulianova | 1 – 0 | Sangiustese |  |

| 8 marzo 2009 25ª giornata | CuoioCappiano | 1 – 1 | Giulianova |  |

| 15 marzo 2009 26ª giornata | Giulianova | 3 – 0 | Colligiana |  |

| 29 marzo 2009 27ª giornata | Giulianova | 1 – 0 | Gubbio |  |

| 5 aprile 2009 28ª giornata | Celano | 0 – 1 | Giulianova |  |

| 11 aprile 2009 29ª giornata | Giulianova | 2 – 0 | Figline |  |

| 19 aprile 2009 30ª giornata | Poggibonsi | 0 – 1 | Giulianova |  |

| 26 aprile 2009 31ª giornata | Giacomense | 1 – 0 | Giulianova |  |

| 3 maggio 2009 32ª giornata | Giulianova | 1 – 0 | Sangiovannese |  |

| 10 maggio 2009 33ª giornata | Viareggio | 3 – 0 | Giulianova |  |

| 17 maggio 2009 34ª giornata | Giulianova | 3 – 0 | Rovigo |  |

### Play-off

#### Semifinali
| 31 maggio 2009 Andata | Bassano Virtus | 1 – 1 | Giulianova |  |

| 7 giugno 2009 Ritorno | Giulianova | 1 – 0 | Bassano Virtus |  |

##### Finali
| 14 giugno 2009 Andata | Prato | 0 – 1 | Giulianova |  |

| 21 giugno 2009 Ritorno | Giulianova | 0 – 1 (d.t.s.) | Prato |  |

### Coppa Italia Lega Pro

#### Fase eliminatoria a gironi
| 17 agosto 2008 1ª giornata - Girone I | Giulianova | 1 – 2 | Sambenedettese |  |

| 24 agosto 2008 3ª giornata - Girone I | Tolentino | 0 – 4 | Giulianova |  |

| 27 agosto 2008 4ª giornata - Girone I | Sangiustese | 3 – 1 | Giulianova |  |

| 3 settembre 2008 5ª giornata - Girone I | Giulianova | 2 – 1 | Val di Sangro |  |